# Bürgermeister Anna
Bürgermeister Anna ist ein in den DEFA-Studios Berlin-Johannisthal hergestellter deutscher Spielfilm von Hans Müller aus dem Jahr 1950, nach dem gleichnamigen Schauspiel von Friedrich Wolf aus dem Jahr 1949.

## Handlung
Jupp Ucker kommt 1948 nach der Kriegsgefangenschaft in Frankreich, während der er als Zivilarbeiter bei einem Bauern arbeiten musste, wieder nach Hause und wird von seinem Vater mit einem Pferdewagen abgeholt. Noch während der Fahrt durch einen Wald erfährt er, dass sein Vater für die Nutzung des Pferdes an den Besitzer, Großbauern und ehemaligen Bürgermeister Lehmkuhl, drei Zentner Kartoffeln bezahlen musste. Unterwegs treffen sie auf mehrere Kinder des Dorfes, die sich auf dem sechs Kilometer langen Heimweg aus der Schule nach Kleiersdorf befinden, und nehmen sie mit. Auf dem weiteren Weg erfährt Jupp noch, dass seine Freundin Anne Drews, die von allen Anne genannt wird, nicht mehr als Sekretärin des Bürgermeisters arbeitet, sondern jetzt selbst der Bürgermeister ist. Deshalb führt ihn sein erster Weg in das Bürgermeisteramt, wo in der soeben beendeten Gemeinderatssitzung beschlossen wurde, für die Kinder des Dorfes eine eigene Schule zu bauen. Hier trifft er auch seine Schwester Ursel, die jetzt als Sekretärin dort arbeitet, und seine Mutter, die Mitglied des Gemeinderates ist. Nachdem die Bürotür geschlossen wurde, fallen sich Anne und Jupp in die Arme, bis sie sich trennen müssen, denn Anne hat noch einen Termin im Landratsamt, wovon sie erst mitten in der Nacht zurückkommt.
Am nächsten Tag erscheint Jupp bei Anne im Amt und sagt ihr, dass der ganze Ärger, den sie als Bürgermeister hat, bald vorbei sein wird, da sie ja beide heiraten werden. Doch Anne besteht darauf, Bürgermeister zu bleiben, weshalb Jupp wütend das Amt verlässt. Ein nochmaliger Versuch Jupps, mit Anne zu sprechen, endet erneut im Streit und Anne fährt daraufhin zum Landrat, um den Antrag für den Schulneubau zu stellen. Doch der hat keine Zeit, äußert aber, dass es damit keine Probleme geben wird, nur werde er das Material nicht zur Verfügung stellen können. Ein Jahr darauf findet wieder eine Gemeinderatssitzung statt, auf der Jupp Ucker als neues Mitglied willkommen geheißen wird. Dann steht der Schulneubau auf der Tagesordnung, bei dem der Rohbau, bis auf den Dachstuhl, fertiggestellt ist. Für den Dachstuhl ist das beantragte Holz bisher noch nicht eingetroffen. Jupp erklärt sich bereit, diese Angelegenheit beim Landrat zu klären. Nach der Sitzung bittet Anne den Planer des Neubaus Ohm Willem noch zu bleiben und erklärt ihm, dass das Holz für das Dach nicht geliefert wird, da der gesamte Neubau nicht genehmigt wurde, sie sich aber nicht traute das allen zu sagen, denn der bisher fertiggestellte Rohbau ist somit ein Schwarzbau. Auf dem Heimweg entdeckt Ohm Willem das Holz für das neue Scheunendach auf dem Hof von Jupp und bittet ihn darum, dieses leihweise für ein Jahr zur Verfügung zu stellen. Als Jupp aber erfährt, dass Anne als Bürgermeister entlassen wird, wenn das herauskommt, zieht er seine bereits gemachte Zusage wieder zurück, denn bis jetzt sind sie immer noch zerstritten. Ohm Willem nimmt sich also das Holz ohne Jupps Genehmigung und der Bau kann weitergehen.
Die Kinder des Dorfes sind auf der Suche nach einem Spielplatz, da sie auf Grund einer Fehlinformation, die Grete Drews in die Welt gesetzt hat, nicht zur Schule gegangen sind, und entdecken die Scheune des Bauern Lehmkuhl, die vollgestellt ist mit Sachen, die er im Tausch gegen landwirtschaftliche Produkte von den Städtern ergaunert hat. Auch ein Bottich mit einer stinkenden Flüssigkeit steht dort, deren darin befindliche Körner vor die Scheune geworfen werden. Als der Dorfpolizist vorbeikommt, verschwinden die Kinder sehr schnell, doch er findet noch einen Gärbottich und die für die Herstellung von Alkohol erforderlichen Geräte sowie eine Reihe betrunkener Hühner. Sofort geht er zum Bürgermeister, um seine Entdeckung zu melden. In der Zwischenzeit bemerkt aber Bauer Lehmkuhl, dass sein Versteck entdeckt wurde, und beseitigt die Beweise. Als er sich über die Kontrolle der Polizei beim Bürgermeister beschweren will, hört er im Gemeindeamt zufällig, dass die Kinder angeblich auf Anweisung Annes nicht in der Schule waren, und fährt umgehend zum Landrat, um ihm davon Meldung zu machen. Der Landrat glaubt die Geschichte mit dem Schulstreik nicht und ist erbost, dass der Schulneubau ohne Genehmigung begonnen wurde, weshalb er sofort nach Kleiersdorf fährt. Das Gespräch mit dem Bürgermeister endet mit Annes Suspendierung. Da der Landrat jetzt in Zeitnot ist, erklärt sich Anne bereit, ihm eine Abkürzung zu zeigen, die sich allerdings in einem sehr schlechten Zustand befindet. Als das Auto auch noch steckenbleibt und der Landrat darüber sehr wütend ist, erklärt ihm Anne, dass dieser Weg von den Kindern des Dorfes zweimal täglich für den Schulbesuch genutzt wird. Das überzeugt den Landrat, er nimmt die zuvor ausgesprochene Suspendierung zurück und sie fahren zurück ins Dorf, wo er den Kindern verspricht, dass sie die neue Schule bekommen.
Bauer Lehmkuhl, der die Absetzung des Bürgermeisters im Vorzimmer miterlebt hat, sitzt in seinem Keller und feiert bereits mit einigen seiner Getreuen und mit von ihm schwarzgebrannten Schnaps seine erwartete Wiedereinsetzung als Bürgermeister. Doch dann kommt Jupp und überbringt ihm die Nachricht, dass die Anne doch ihren Posten behält. Als das seine Getreuen mitbekommen, verabschiedet sich einer nach dem anderen, da sie sich jetzt von Lehmkuhl keine Vorteile mehr erhoffen können. Der nimmt sich einen der gefüllten, gehorteten Benzinkanister, geht damit zum Rohbau der neuen Schule und steckt diesen in Brand. Das ganze Dorf hilft nun bei der Löschung, die auch gelingt, bevor ein größerer Schaden eintritt. Bauer Lehmkuhl wird noch im brennenden Neubau als Brandstifter enttarnt und festgenommen.
Anne unterschreibt die amtliche Abmeldung Jupps aus dem Dorf, da er offiziell in Berlin seine weitere Zukunft verbringen will, denn er sieht in einem weiteren Zusammenleben mit Anne keinen Zweck mehr. Auf der Rückseite der Abmeldung vermerkt sie aber noch, dass er dumm ist, wenn er abreist. Jupp nimmt den Schein und steckt ihn ungelesen in die Tasche. Nach dem Brand liest Jupp auf Anraten Annes die Rückseite der Abmeldung und muss einsehen, dass er wirklich dumm war. Nun vertragen sie sich wieder und liegen sich in den Armen.

## Produktion und Veröffentlichung
Bürgermeister Anna wurde am 7. und 8. März 1950 anlässlich des Internationalen Frauentages in den Berliner Kinos Tivoli und Filmtheater am Friedrichshain sowie in weiteren 22 Filmtheatern der DDR, in kostenlosen Vorführungen, uraufgeführt. Am 24. März 1950 hatte er in den Berliner Kinos Babylon sowie DEFA-Filmtheater Kastanienallee seine Doppelpremiere. Die Erstausstrahlung im Offiziellen Versuchsprogramm des Fernsehzentrums Berlin erfolgte am 9. Mai 1955.
Um den Film rechtzeitig fertigzustellen, wurde er in Tag- und Nachtschichten von zwei Regisseuren gedreht, von denen aber nur einer die Verantwortung trug und im Vorspann genannt wird. Der zweite Regisseur war Wolfgang Schleif.

## Kritik
Im Neuen Deutschland meinte ein Autor Mü.:

„Der Film hat eine starke Neigung zur Komödie und somit auch zu ihren dramatischen Eigenheiten, zur verkürzenden Übersteigerung, zum Drastischen. Daß man das mit dem dazu nötigen Witz und Humor bringt, nimmt einigen Konstruktionen und Unwahrscheinlichkeiten die Schwere. Man macht aber dabei nicht den Fehler, zu leicht zu sein und dadurch den Grundgedanken zu bagatellisieren.“

In der Berliner Zeitung schrieb Herbert Ihering:

„Nach dem Stück und Entwurf von Friedrich Wolff ist ein wirklicher Film entstanden. Er zeigt, daß Arbeit und Alltag durchaus Themen für eine spannende und humoristische Handlung sein können, daß die Berührung mit der Wirklichkeit auch den Schauspieler erfrischt und die Regie zur Auswahl anderer Gesichter zwingt. Hier sind es die Kinder, die nicht nach der Filmschablone ausgewählt sind.“

In der Neuen Zeit schrieb ein Autor G. R., dass es sich um einen lebenswahren, vergnüglichen und menschlich echten Film handelt, der für die Rechte der Frauen eintritt, aber von einer dörflichen Wirklichkeit etwas entfernt ist. Dafür hat er mit seinen spritzigen und lustigen Einfällen immer wieder Heiterkeit bei den Zuschauern ausgelöst.
Laut Lexikon des internationalen Films beschreibt dieser Film mit viel Humor und Situationskomik den Alltag, nach dem Ende des Zweiten Weltkriegs, auf einem Dorf.